# Station Asagiri (Hyogo)
Station Asagiri (朝霧駅, Asagiri-eki) is een spoorwegstation in de Japanse stad Akashi, in de prefectuur Hyōgo. Het wordt aangedaan door de JR Kobe-lijn. Het station heeft twee sporen.

## Treindienst

### JR Kobe-lijn
| 1 | ■ JR Kobe-lijn | richting Sannomiya, Amagasaki en Osaka |
| 2 | ■ JR Kobe-lijn | richting NishiAkashi en Himeji         |

## Geschiedenis
Het station werd in 1968 geopend. In 1998 werd het station gemoderniseerd.

## Overig openbaar vervoer
Nabij het station bevindt zich een busstation waar zowel bussen behorend tot het netwerk van Kōbe als Akashi en Himeji stoppen.

## Stationsomgeving
- Lawson
- McDonald's
- Autoweg 2
- Autoweg 28

(Tōkaidō-lijn<<) · Ōsaka · Tsukamoto · Amagasaki · Tachibana · Koshienguchi · Nishinomiya · Sakura-Shukugawa · Ashiya · Konan-Yamate · Settsu-Motoyama · Sumiyoshi · Rokkomichi · Nada · Sannomiya · Motomachi · Kōbe · Hyōgo · Shin-Nagata · Takatori · Suma-Kaihinkōen · Suma · Shioya · Tarumi · Maiko · Asagiri · Akashi · Nishi-Akashi · Okubo · Uozumi · Tsuchiyama · Higashi-Kakogawa · Kakogawa · Hoden · Sone · Himeji-Bessho · Gochaku · Himeji · (>>Sanyō-lijn) 

Wadamisaki-lijn: Hyōgo · Wadamisaki